# 崔玄籍
崔玄籍（620年—698年），字嗣宗，清河郡东武城县（今河北省衡水市故城县）人，唐朝政治人物。

## 生平
崔玄籍出身於清河崔氏的鄭州崔氏，是崔林的後裔。崔玄籍最初在文德皇后喪禮中擔任挽郎，其後擔任婺州司功參軍。
永徽年間，睦州女子陳碩真舉兵反叛，派遣童文寶率領四千人攻擊婺州，時任司功參軍崔玄籍，對上級長官刺史崔義玄說：「起兵仗順，猶且不成，此乃妖誑，豈能得久？」於是任命崔玄籍為先鋒，崔義玄帥軍進擊，平定陳碩真的起事。
在此之後，崔玄籍曾經擔任雅州長史防範吐蕃入侵、擔任檢校荊州大都督府司馬維持三峽一帶治安等工作。最後官至銀青光祿大夫、利州刺史，爵清河縣開國子，以79歲高齡於聖曆元年去世。

## 家族
- 十二世祖：崔林
- 曾祖：崔彥昇
- 祖父：崔至仁
- 父：崔善福
- 妻：渤海李儒懿女
  - 子：崔韶、崔歆
- 妾：河南屈突通庶女，后扶正
  - 子：崔惲、崔慎、崔恪、崔憬、崔恂